# Васильев, Алексей Андреевич
Алексей Андреевич Васильев (19 февраля 1921, Селище — 13 октября 1979) — командир отделения разведки 228-го отдельного истребительно-противотанкового дивизиона, старший сержант — на момент представления к награждению орденом Славы 1-й степени.

## Биография
Родился 19 февраля 1921 года в деревне Селище (ныне — Тихвинского района Ленинградской области). Окончил 4 класса. Работал в колхозе.
В 1940 году был призван в Красную Армию. Службу проходил на флоте, на Севере. В боях в Великую Отечественную войну с августа 1942 года. Сменил тельняшку на гимнастерку, воевал под Сталинградом. В декабре 1942 года был ранен в ноги. После госпиталя направлен в 228-й отдельный истребительно-противотанковый дивизион. Был сначала замковым, затем наводчиком в расчете 45-мм орудия. Воевал на Ленинградском фронте, на Сенявинских высотах. В 1944 году вступил в ВКП/ КПСС.
25 марта 1944 года в ходе боев под деревней Жидилов Бор младший сержант Васильев подавил 4 пулемета и 1 орудие, разбил наблюдательный пункт, дзот и повозку с боеприпасами. При отражении контратак уничтожил более взвода пехоты. Приказом от 3 апреля 1944 года младший сержант Васильев Алексей Андреевич награждён орденом Славы 3-й степени.
3 августа 1944 года в ходе боев за населенный пункт Круглый старший сержант Васильев подавил 4 пулеметные точки, подорвал НП и уничтожил 20 солдат противника. Приказом от 4 сентября 1944 года старший сержант Васильев Алексей Андреевич награждён орденом Славы 2-й степени.
Вскоре после этого боя Васильева перевели в дивизионную разведку. 13 сентября во время разведпоиска в тылу врага у поселка Лакеи Коркюла старший сержант Васильев первым ворвался во вражескую землянку, уничтожил 5 вражеских солдат, а 4 взял в плен. 17 сентября 1944 года при отражении контратак противника поднял своё отделение в атаку, что позволило отбросить врага. Вскоре был представлен к награждению орденом Славы. 28 сентября 1944 года, находясь в тылу противника, корректировал огонь батареи. В критическую минуту, когда его позиции были обнаружены врагом, вызвал огонь на себя. Был тяжело ранен, оторвало руку. Его подобрала наша пехота, захватившая высоту.
Указом Президиума Верховного Совета СССР от 24 марта 1945 года за образцовое выполнение заданий командования в боях с немецко-вражескими захватчиками старший сержант Васильев Алексей Андреевич награждён орденом Славы 1-й степени. Стал полным кавалером ордена Славы.
Провел в госпитале больше года. Здесь встретил день Победы. В октябре 1945 года был демобилизован по инвалидности. Вернулся на родину. Трудился председателем колхоза. Позднее перебрался в город Тихвин, шесть лет работал на мясокомбинате. Скончался 13 октября 1979 года.
Награждён орденами Отечественной войны 1-й степени, Славы 3-х степеней, медалями.